# HTC Windows Phone 8S
Windows Phone 8S by HTC (inne nazwy: HTC 8S, HTC Windows Phone 8S) – smartfon firmy HTC. Swoją nazwę zawdzięcza nazwie systemu operacyjnego, na którym jest oparty – Windows Phone 8.

## Opis i dane
HTC 8S posiada dotykowy wyświetlacz LCD 4", o rozdzielczości 480 × 800 pikseli. Procesor 8S to dwurdzeniowy Qualcomm Snapdragon o taktowaniu 1 GHz. HTC 8S posiada wbudowaną pamięć flash o pojemności 4 GB oraz 512 MB RAM. 8S posiada kontrolery: Wi-Fi b/g/n, Bluetooth 3.1 oraz microUSB. Telefon waży 113 gram, a jego wymiary to 120,5 × 63 × 10,28 mm. 
Telefon ma tylko 4 przyciski fizyczne rozmieszczone po jego krawędziach (wyłącznik, dwa przyciski do regulacji głośności i spust migawki aparatu) oraz 3 dotykowe na przodzie obudowy, które są kontrolowane tym samym mechanizmem, co dotykowy wyświetlacz (widać to bardzo dokładnie np. przy przenoszeniu kafelków na ekranie startowym - można przenieść kafelek na klawiaturę).
Urządzenie posiada diodę sygnalizującą niski poziom baterii, jej ładowanie i ukończenie ładowania. Dioda nie sygnalizuje stanu połączenia z siecią, włączenia którejkolwiek z funkcji ani odebrania wiadomości.
Telefon został wyposażony w funkcję Beats Audio, która ma poprawiać jakość dźwięku, jednak odczucia użytkowników co do tej funkcji są bardzo różne. Funkcja nie udostępnia żadnego rozbudowanego korektora a jedynie podnosi głośność wszystkich tonów, nie ma również żadnych wiarygodnych informacji o wyposażeniu jej w equalizer wraz z aktualizacjami.
Telefon został wypuszczony na rynek wraz ze swoim „większym bratem” HTC Windows Phone 8X w listopadzie 2012r. Pomimo swojej wcześniejszej prezentacji, oba modele ukazały się na stoisku HTC podczas kongresu Mobile World Congress 2013 w Barcelonie.
Producent wyposażył zestaw sprzedażowy tego telefonu w ładowarkę z odłączanym kablem microUSB, proste słuchawki firmy beats (czteropinowy audiojack 3,5 mm, z mikrofonem i przyciskiem), instrukcję obsługi skróconą do minimum oraz pudełko wykonane z przetworów recyklingowych. 
Bateria urządzenia nie jest dostępna dla użytkownika: po zdjęciu klapki dostępne są jedynie porty kart pamięci i microSIM, ponadto, we wspomnianej klapce wmontowana jest antena.